# Ethan Phillips
Ethan Phillips (* 8. února 1955 Hempstead, New York) je americký herec.
Vystudoval bakaláře anglické literatury na Boston University a magistra umění na Cornell University. Po ukončení studia začal v roce 1977 hrát v divadlech na Broadwayi, kde se během své kariéry ztvárnil role v mnoha hrách. Roku 1980 se poprvé objevil na televizních obrazovkách. Jednalo se o seriál Benson, ve kterém pravidelně hrál od druhé do šesté sezóny. V roce 1981 debutoval na filmovém plátně ve snímku Miloše Formana Ragtime. V 80. letech hrál ještě např. ve filmové sérii Critters, seriálu Werewolf či filmech Opři se o mě a Glory. V roce 1990 se poprvé objevil ve sci-fi světě Star Treku, konkrétně v epizodě „Milostný trojúhelník paní Troi“ jako ferengský doktor Farek. Mezi lety 1995 a 2001 hrál Talaxiana Neelixe, člena posádky v seriálu Star Trek: Vesmírná loď Voyager. Dále ve snímku Star Trek: První kontakt (1996) ztvárnil holografického maître d' a v epizodě „Zisk“ (2002) seriálu Star Trek: Enterprise Ferenga Ulise. V první desetiletí 21. století hostoval např. v seriálech Kauzy z Bostonu, Sběratelé kostí či Mentalista a hrál např. ve filmech Santa je úchyl!, Ostrov, Keith nebo Have Dreams, Will Travel.
Je ženatý s umělkyní Patricií Cresswellovou, společně žijí v Los Angeles.